# 眼球摘除术
眼球摘除术是一种外科手术。

## 适应症
- 在视功能丧失无法挽回的前提下，眼球疼痛、恶性肿瘤。
- 当一个眼球染上交感性眼炎后，为了防止另一只眼球受感染而切除病眼。

## 手术过程
1. 球后麻醉。
2. 沿角膜缘环形剪开结膜，向下分离结膜及结膜下组织到赤道部以下。
3. 分离四条直肌，直肌止点处8字缝扎，并剪断，须注意内直肌应留0.5mm的肌腱用以牵拉眼球。
4. 视神经剪从内上方分离进入球后，找到视神经后剪断。
5. 嵌夹眼球内直肌残端，娩出眼球，并贴着巩膜剪断上下斜肌和其他细小神经血管组织。眼球摘出，送病理。
6. 向眼眶内填塞湿纱布或止血铁球，待止血后，取出。
7. 内外直肌断端缝合，上下直肌断端缝合。
8. 分层缝合Tenon囊和结膜。
9. 加压包扎。
10. 术后常规应用抗生素。